# Samantha Spiro
Samantha Spiro est une actrice britannique née le 20 juin 1968. Elle a gagné deux Laurence Olivier Awards.

## Biographie

### Jeunesse et formation
Née dans le quartier de Whitechapel à Londres, Samantha Spiro grandit à Radlett dans le Hertfordshire dans une famille de confession juive,. Elle décide de devenir actrice à l'âge de 10 ans après avoir assisté à une représentation d'Androcles and the Lion à l'Open Air Theatre. Elle fait ses classes au National Youth Theatre et à la Webber Douglas Academy of Dramatic Art.

## Filmographie

### Films
- 2001 : From Hell d'Albert et Allen Hughes : Martha Tabram
- 2016 : Avant toi (Me Before You) : Josie Clark
- 2023 : Une vie (One Life) de James Hawes : Esther Rantzen

### Séries télévisées
- 2016 : Game of Thrones : Melessa Tarly
- 2017 : Doctor Who - Le Docteur tombe : Hazran
- 2018 : L'Affaire Florence Nightingale : Pamela Rose
- 2019–2023 : Sex Education : Maureen Groff